# Jan van Dornicke

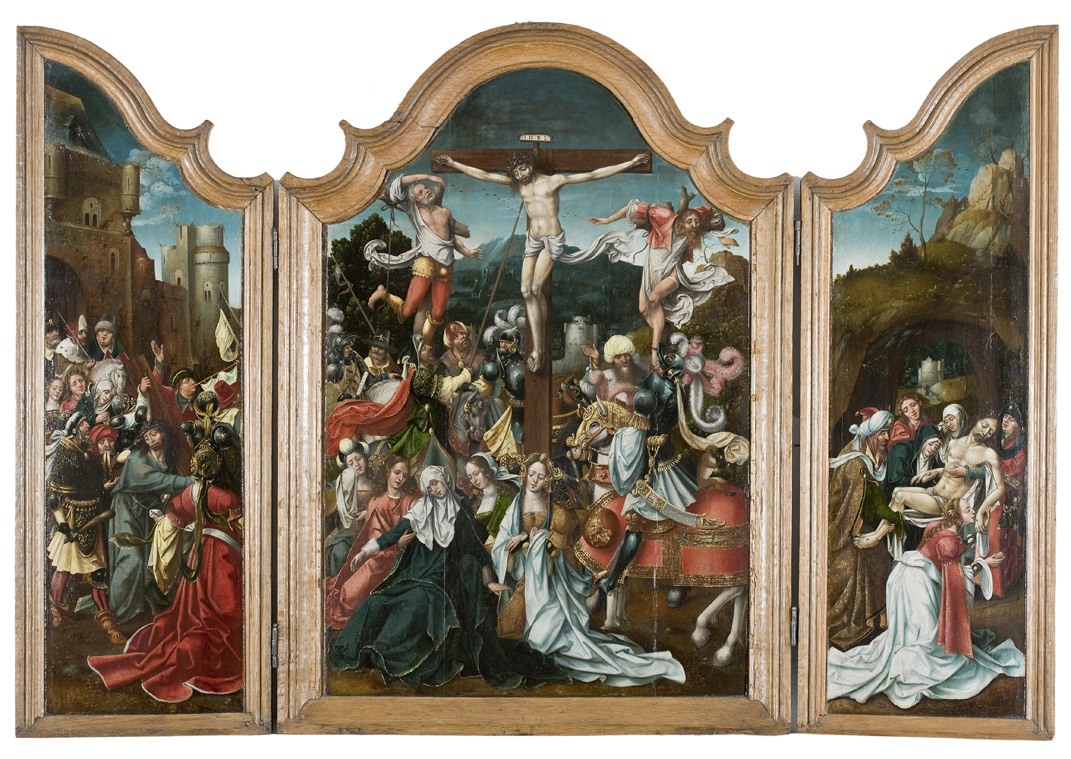
Tríptico da Crucificação (1520). Pintura de Jan van Dornicke (Museu de Arte de São Paulo, São Paulo).

Jan van Dornicke (Tournai, c. 1470 — Antuérpia, c. 1527), também chamado Janssone ou Janszoon van Doornik, foi um pintor flamengo da escola maneirista de Antuérpia.
Jan van Dornicke trabalhou em Antuérpia de 1509 até a sua morte, ocorrida provavelmente por volta de 1527. Atualmente, van Dornicke é considerado um dos mais singulares pintores do maneirismo flamengo, especialmente por sua capacidade de conciliar elegantemente os avanços plásticos da estética maneirista a peculiar iconografia religiosa do gótico tardio.
Não obstante suas notáveis inovações no campo da pintura flamenga do século XVI, pouco se sabe sobre a sua biografia e raros são os exemplares de sua obra que chegaram aos nossos dias. Estima-se que existam aproximadamente vinte obras de Dornicke em coleções públicas e privadas, dentre as quais merecem destaque A Adoração dos Magos do Museu de Belas-Artes de Chambéry e o Tríptico da Crucificação do MASP.
A identidade do pintor continua sendo objeto de bastante controvérsia. Há pouco mais de uma década, a maior parte de suas obras eram atribuídas pela crítica especializada a um artista anônimo denominado Mestre de 1518. Apenas com a multiplicação de pesquisas acadêmicas sobre o maneirismo de Antuérpia nos últimos anos é que se conseguiu diferenciar as identidades e as obras de ambos os artistas. Alguns especialistas apontam para a possibilidade de van Dornicke ser Jan Mertens, pai do pintor Pieter Coecke van Aelst.
Há também um pintor holandês denominado Jan van Dornicke, ativo no século XVIII.